# Serviciile secrete române
Serviciile secrete române sunt următoarele:
- Serviciul Român de Informații (SRI), serviciul secret intern
- Serviciul de Informații Externe (SIE), serviciul secret extern — organizat și coordonat de Consiliului Suprem de Apărare a Țării (CSAT).
- Serviciul de Protecție și Pază (SPP)
- Serviciul de Telecomunicații Speciale (STS)
- Direcția Generală de Informații a Apărării (DGIA)
- Departamentul de Informații și Protecție Internă (DGPI)

## Bugetele serviciilor secrete din România
Bugetele serviciilor secrete în anul 2010 au fost:
- SRI: 1,2 miliarde lei[1]
- SIE: 214,3 milioane lei[1]
- SPP: 135,8 milioane lei[1]